# Antifibril·lant
Un antifibril·lant és aquell fàrmac emprat per a evitar la fibril·lació del miocardi, és a dir, la contracció de les fibres musculars cardíaques, realitzada de manera asincrònica i ràpida. Els més importants són la quinidina i la procaïnamida.